# Liu Xiang (atleet)

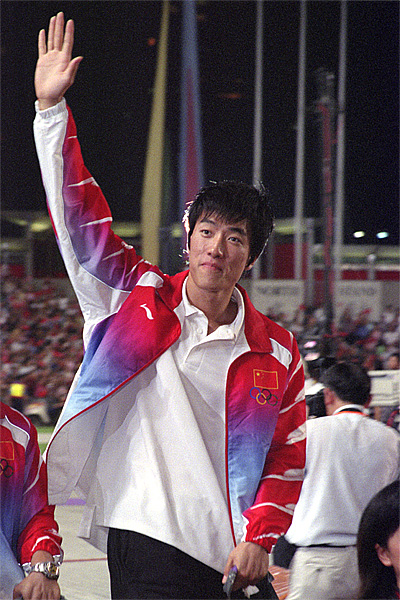
Olympisch kampioen 110 m horden, Athene 2004.

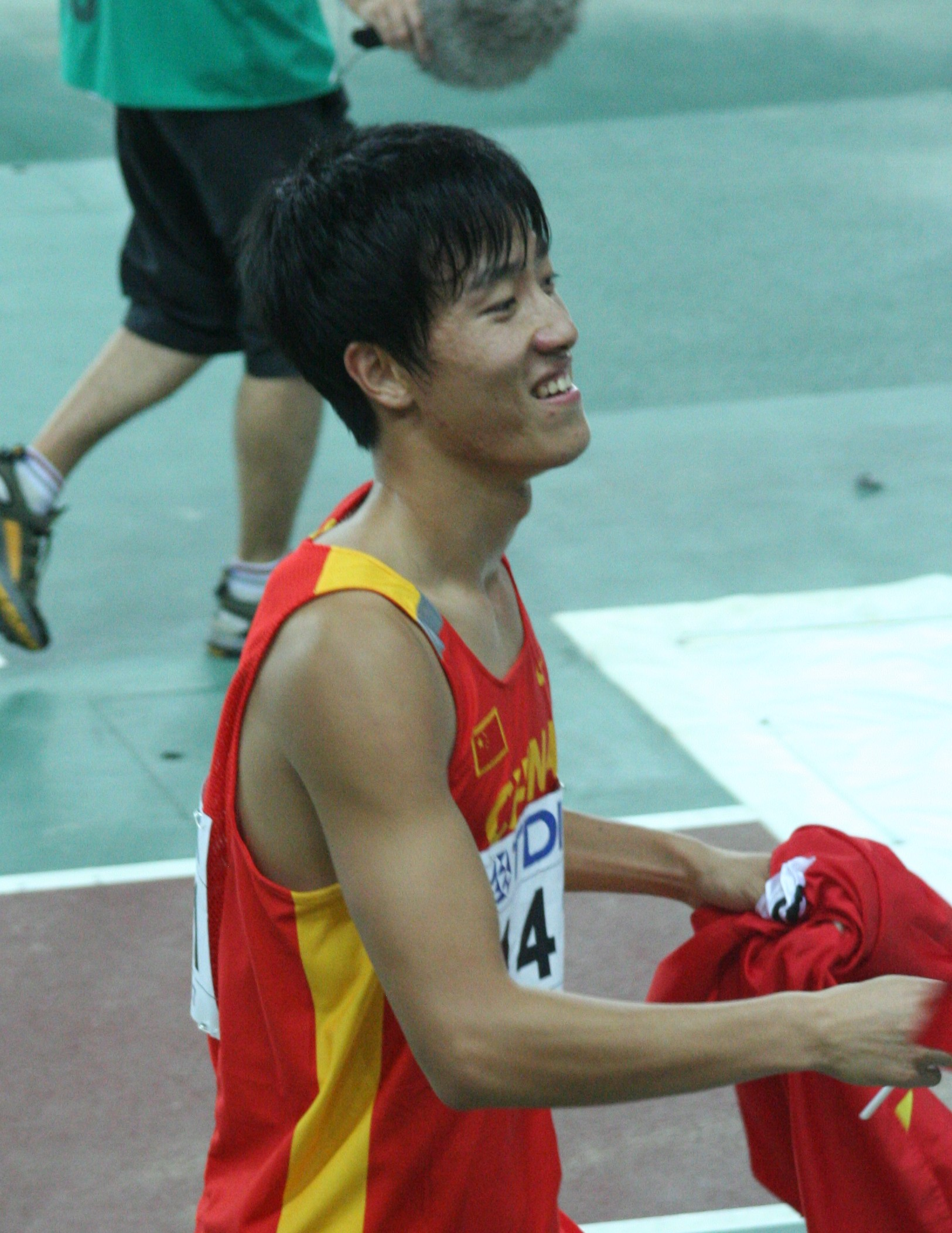
Na olympisch kampioen ook wereldkampioen, Osaka 2007.

Liu Xiang (Shanghai, 13 juli 1983) is een voormalige Chinese atleet, die was gespecialiseerd in het hordelopen. Hij werd in deze discipline olympisch kampioen, tweemaal wereldkampioen, driemaal kampioen op de Aziatische Spelen en meervoudig Chinees kampioen. Nadat hij op de Olympische Spelen van 2004 het wereldrecord van Colin Jackson op de 110 m horden reeds had geëvenaard, had hij dit van 2006 tot 2008 geheel zelf in handen. Op 7 april 2015 maakte Liu Xiang bekend te stoppen.

## Biografie

### Van hoogspringer naar eerste successen als hordeloper
Liu begon met atletiek op het onderdeel hoogspringen. Maar hij ontdekte, dat hij uit zijn benen te weinig sprongkracht kon ontwikkelen om internationale prestaties neer te kunnen zetten. Hierdoor besloot Liu Xiang zich op het hordelopen te richten. In 2002 liep hij zichzelf in de kijker door een wereldjunioren- en Aziatisch record te lopen van 13,12 s.
Op de wereldindoorkampioenschappen van 2003 in Birmingham werd Liu derde op de 60 m horden (7,52). Op de wereldkampioenschappen in Parijs werd hij later dat jaar eveneens derde op de 110 m horden in 13,23.

### Olympisch kampioen
In 2004 kreeg Liu Xiang concurrentie van Allen Johnson. Op de WK indoor in Boedapest werd hij tweede op de 60 m horden achter Johnson in een Aziatisch record van 7,43. In mei 2004 versloeg hij hem echter op de 110 m horden en weer ging het in een Aziatische recordtijd: 13,06. Op de Olympische Spelen van Athene veroverde hij vervolgens de gouden medaille. In de finale evenaarde hij het wereldrecord van Colin Jackson uit 2003 met een tijd van 12,91. Na deze race rende Liu Xiang achter zijn achtervolger Johnson aan om hem om een handtekening te vragen. Twee jaar later verklaarde hij in een interview, dat hij al tevreden zou zijn geweest, als hij de finale had gehaald.
Met zijn overwinning in Athene was Liu de eerste mannelijke Chinese atleet die goud won op de Olympische Spelen.
Op de WK van 2005 in Helsinki werd hij tweede achter Ladji Doucouré uit Frankrijk. Ook kreeg Liu dat jaar van de Laureus World Sports Awards de prijs voor de beste nieuwkomer van het jaar.

### Wereldrecord en wereldkampioen
Liu liep op 11 juli 2006 een wereldrecord van 12,88 (1.1 m/s) op de 110 m horden tijdens de Super Grand Prix. Hij verbeterde hiermee het oude record met 0,03 s. In dezelfde wedstrijd liep ook de Amerikaan Dominique Arnold met 12,90 een Amerikaans record en was hiermee eveneens sneller dan het vorige wereldrecord.
In 2007 ging Liu Xiang op de WK in Osaka als de grote favoriet van start en die rol maakte hij helemaal waar. Hoewel hij in de halve finale van de 110 m horden door het jonge talent Dayron Robles werd verrast en genoegen moest nemen met een tweede plaats, was de Chinees in de finale ongenaakbaar en won hij in 12,95, 0,03 seconde boven zijn beste tijd van het jaar, op 2 juni gelopen in New York.
Op de WK indoor in het Spaanse Valencia in maart 2008 werd uitgekeken naar een nieuwe confrontatie tussen Liu Xiang en de Cubaan Dayron Robles. Deze liet zich in zijn serie van de 60 m horden, zittend in de baan naast Liu, echter overrompelen door de start van de Chinese wereldkampioen en kwam hevig teleurgesteld als laatste over de finish. In de finale werd het daardoor wederom een gevecht tussen Liu en de Amerikaan Allen Johnson, die door de Chinees afgetekend werd gewonnen in 7,46. Johnson kwam tot 7,55.

### Blessure aan zijn achillespees
Terwijl Liu Xiang zich vervolgens in de aanloop naar de Olympische Spelen in Peking vrijwel het gehele zomerseizoen niet laat zien - hij zou zich optimaal aan het voorbereiden zijn voor de prestatie die heel China van hem verwachtte - loopt zijn rivaal Dayron Robles zich warm en verbetert op 12 juni bij wedstrijden in Ostrava en passant Liu's wereldrecord op de 110 m horden met een honderdste seconde tot 12,87. Op 18 augustus blijkt in het Vogelnest de werkelijke reden van de afwezigheid van Liu gedurende het zomerseizoen. Met verwrongen gezicht komt de Chinese vedette aan de start van de 110 m horden en reeds na een paar passen bij een overigens valse start in zijn serie moet hij, tot ontzetting van de gehele natie, het strijdperk verlaten. Een blessure aan zijn achillespees, zal zijn trainer later verklaren, is hem fataal geworden.
Enkele maanden later, op 19 november 2008, maakte de trainer van Liu Xiang bekend, dat zijn pupil aan zijn geblesseerde achillespees moest worden geopereerd. De operatie zou kort daarna plaatsvinden in de Verenigde Staten, omdat men daar beschikte over de meest geavanceerde operatietechnieken en de kans op volledige genezing er het grootst was. Naar verwachting zou Xiang voor vele maanden zijn uitgeschakeld.

### Comeback

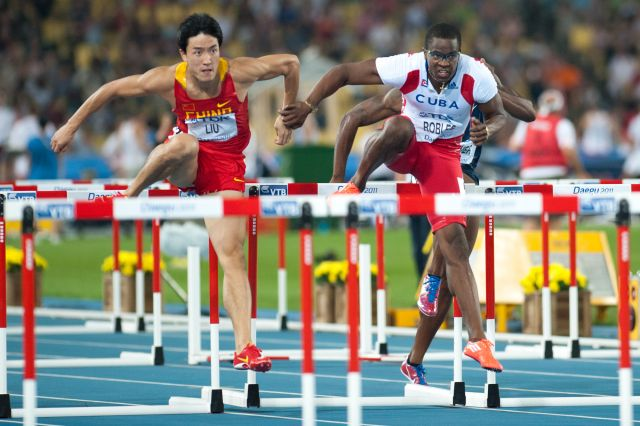
Het moment in beeld gebracht waarop Dayron Robles (rechts) met zijn rechterhand Liu Xiang duidelijk zichtbaar hindert.

Uiteindelijk duurde het dertien maanden, voordat Liu zich opnieuw in de atletiekarena liet zien. Eind 2009 was hij bij de Shanghai Golden Grand Prix weer present. Hij werd er in 13,15 nipt tweede achter Terrence Trammell. Bij de Aziatische atletiekkampioenschappen won hij vervolgens de 110 m horden, evenals op de Oost-Aziatische Spelen en bij de 11de Chinese Nationale Spelen.
In 2010 nam Liu Xiang deel aan de WK indoor in Doha, waar hij zijn titel op de 60 m horden kwam verdedigen. Hij gaf echter toe, dat zijn rechtervoet nog steeds niet helemaal genezen was en hoewel hij kans zag om de finale te halen, zat titelprolongatie er niet in. Terwijl Dayron Robles zijn kans greep om het echec van twee jaar eerder in Valencia uit te wissen en ditmaal afgetekend naar de titel snelde, werd de Liu 'slechts' zevende. In het Diamond League circuit liet hij zich dat jaar vervolgens alleen zien bij de Shanghai Golden Grand Prix in mei, waar hij achter David Oliver derde werd en daarbij voor het eerst verrassend werd verslagen door zijn nationale rivaal Shi Dongpeng.
Pas een half jaar later maakte hij zijn volgende opwachting, op de Aziatische Spelen, waar hij in het Olympisch Stadion van Guangdong voor 70.000 toeschouwers naar zijn derde achtereenvolgende titel snelde. Met zijn winnende tijd van 13,09 realiseerde Liu Xiang bovendien de derde wereldtijd van het jaar.

### Aangepaste techniek
In 2011 was Liu Xiang weer helemaal terug op wereldniveau. Tijdens de Shanghai Golden Grand Prix versloeg hij David Oliver, de snelste man in de wereld van het jaar ervoor, met een beste wereldjaartijd van 13,07. Het was zijn eerste overwinning in de Diamond League-serie van 2011. Liu had intussen zijn hordentechniek aangepast, waarbij hij het aantal passen vanaf de start tot aan de eerste horde had teruggebracht van acht naar zeven en zijn linkerbeen als opzwaaibeen gebruikte.
In augustus, in de finale van de 110 m horden tijdens de WK in Daegu, finishte Liu Xiang aanvankelijk als derde achter Jason Richardson en Dayron Robles. Robles werd echter later gediskwalificeerd, omdat hij, lopend in de baan naast die van Liu, de Chinees met zijn arm had gehinderd en hem zelfs had teruggeduwd.

### Ups-and-downs in 2012
In 2012 begon Liu het jaar goed met een overwinning op Robles op de 60 m horden tijdens de Birmingham Indoor Grand Prix en waarbij hij met 7,41 een Aziatisch record liep. Hij was dus de grote favoriet op de WK indoor, maar daar werd hij op de 60 m horden verslagen door Aries Merritt en moest hij genoegen nemen met de zilveren medaille. Later, tijdens het buitenseizoen, stelde de Chinees orde op zaken door eerst tijdens Golden Grand Prix in Kawasaki in 13,09 het parcoursrecord op de 110 m horden te verbeteren, vervolgens de Shanghai Golden Grand Prix te winnen in 12,97, de eerste keer sinds 2007 dat hij een 110 m horden weer onder de dertien seconden aflegde, om ten slotte tijdens de Prefontaine Classic zelfs tot 12,87 te komen, ook al werd hij bij die gelegenheid geassisteerd door een teveel aan rugwind (+ 2,4 m/s).
Dat hem dus opnieuw een grote rol was toebedacht op de Olympische Spelen van Londen was op basis van voorgaande prestaties niet meer dan logisch. Ten tweeden male trof hem op het moment suprême echter het noodlot. Bij de start van zijn serie 110 m horden scheurde hij zijn achillespees op het moment dat hij de eerste horde wilde nemen. Liu hupte vervolgens op één been naar de finish, werd door zijn atletiekcollega's in een rolstoel gezet en weggereden, maar niet voordat hij de laatste horde had gekust. Het was wederom een enorme tegenslag voor Liu Xiang, wiens misfortuin in eigen land nog lange tijd onderwerp van gesprek was.
Enkele dagen na zijn voortijdige uitval op de Spelen van 2012 werd Liu in Londen geopereerd. Hoewel aanvankelijk werd gehoopt, dat hij hiervan tijdig hersteld zou zijn om te kunnen deelnemen aan de WK van 2013 in Moskou, werd in de loop van dat jaar duidelijk, dat het herstel meer tijd zou vergen. Volgens Jos Hermens, de manager van de oud-olympisch kampioen, namen de Chinese officials geen enkel risico bij zijn herstel en gaven zij hem daartoe alle tijd. Hierdoor zou hij het gehele seizoen 2013 niet in actie komen.

## Titels
- Olympisch kampioen 110 m horden - 2004
- Wereldkampioen 110 m horden - 2007
- Wereldindoorkampioen 60 m horden - 2008
- Aziatische Spelen kampioen 110 m horden - 2002, 2006, 2010
- Chinese Spelen kampioen 110 m horden - 2009
- Chinees kampioen 110 m horden - 2002, 2004, 2005

## Persoonlijke records
Outdoor
| Onderdeel    | Prestatie       | Datum        | Plaats   |
| ------------ | --------------- | ------------ | -------- |
| 110 m horden | 12,88 s (ex-WR) | 11 juli 2006 | Lausanne |

Indoor
| Onderdeel   | Prestatie   | Datum            | Plaats     |
| ----------- | ----------- | ---------------- | ---------- |
| 50 m horden | 6,44 s (AR) | 28 februari 2004 | Liévin     |
| 60 m horden | 7,41 s (AR) | 18 februari 2012 | Birmingham |

## Palmares

### 60 m horden
- 2003:  WK indoor - 7,52 s
- 2004:  WK indoor - 7,43 s
- 2008:  WK indoor - 7,46 s
- 2010: 7e WK indoor - 7,65 s
- 2012:  WK indoor - 7,49 s

### 110 m horden
Kampioenschappen
- 2000: 4e WJK - 13,87 s
- 2001:  Universiade - 13,33 s
- 2001:  Oost-Aziatische Spelen - 13,42 s
- 2001:  Chinese Spelen - 13,36 s
- 2001: 4e in ½ fin. WK - 13,51 s
- 2002:  Aziatische Spelen - 13,27 s
- 2002:  Aziatische kampioenschappen - 13,56 s
- 2003:  WK - 13,23 s
- 2003:  Chinese City Games - 13,31 s
- 2003: 4e Wereldatletiekfinale - 13,27 s
- 2004:  OS - 12,91 s
- 2005:  Oost-Aziatische Spelen - 13,21 s
- 2005:  Chinese Spelen - 13,10 s
- 2005:  WK - 13,08 s
- 2005:  Aziatische kampioenschappen - 13,30 s
- 2006:  Aziatische Spelen - 13,74 s
- 2006:  Wereldatletiekfinale - 12,93 s
- 2006:  Wereldbeker - 13,03 s
- 2007:  WK - 12,95 s
- 2008: DNF serie OS
- 2010:  Aziatische Spelen - 13,09 s
- 2011:  WK - 13,27 s
- 2012: DNF serie OS

Golden League-podiumplekken
- 2003:  Golden Gala – 13,20 s
- 2003:  Memorial Van Damme – 13,19 s
- 2004:  Golden Gala – 13,11 s
- 2005:  Meeting Gaz de France – 13,06 s
- 2005:  Golden Gala – 13,24 s
- 2005:  Weltklasse Zürich – 13,12 s
- 2007:  Meeting Gaz de France – 13,15 s

Diamond League-podiumplekken
- 2010:  Shanghai Golden Grand Prix – 13,40 s
- 2011:  Shanghai Golden Grand Prix – 13,07 s
- 2011:  Prefontaine Classic – 13,00 s
- 2012:  Shanghai Golden Grand Prix – 12,97 s
- 2012:  Prefontaine Classic – 12,87 s

## Onderscheidingen
- Laureus World Sports Awards: Nieuwkomer van het jaar - 2005

1896: Tom Curtis ·
1900: Alvin Kraenzlein ·
1904: Frederick Schule ·
1908: Forrest Smithson ·
1912: Fred Kelly ·
1920: Earl Thomson ·
1924: Daniel Kinsey ·
1928: Sydney Atkinson ·
1932: George Saling ·
1936: Forrest Towns ·
1948: William Porter ·
1952: Harrison Dillard ·
1956: Lee Calhoun ·
1960: Lee Calhoun ·
1964: Hayes Jones ·
1968: Willie Davenport ·
1972: Rod Milburn ·
1976: Guy Drut ·
1980: Thomas Munkelt ·
1984: Roger Kingdom ·
1988: Roger Kingdom ·
1992: Mark McKoy ·
1996: Allen Johnson ·
2000: Anier García ·
2004: Liu Xiang ·
2008: Dayron Robles ·
2012: Aries Merritt ·
2016: Omar McLeod ·
2020: Hansle Parchment ·
2024: Grant Holloway
1983 Greg Foster ·
1987 Greg Foster ·
1991 Greg Foster ·
1993 Colin Jackson ·
1995 Allen Johnson ·
1997 Allen Johnson ·
1999 Colin Jackson ·
2001 Allen Johnson ·
2003 Allen Johnson ·
2005 Ladji Doucouré ·
2007 Liu Xiang ·
2009 Ryan Brathwaite ·
2011 Jason Richardson ·
2013 David Oliver ·
2015 Sergej Sjoebenkov ·
2017 Omar McLeod ·
2019 Grant Holloway ·
2022 Grant Holloway ·
2023 Grant Holloway